# Maître de la Légende de sainte Ursule
Ne doit pas être confondu avec Maître de la Légende de sainte Ursule de Cologne.
Le Maître de la Légende de sainte Ursule est un peintre anonyme actif à Bruges à la fin du XVe siècle. 
Le Maître de la Légende de sainte Ursule doit son nom aux volets d’un retable conservés au Groeningemuseum de Bruges représentant différents épisodes de la vie de sainte Ursule. Ces volets avaient été attribués à Dirk Bouts par Gustav Friedrich Waagen et Crowe. Max Jakob Friedländer est le premier à y voir la main d’un peintre jusque-là inconnu, qu’il baptise « le maître de la Légende de sainte Ursule ». Friedländer s’efforce ensuite de reconstituer son œuvre en recherchant dans d’autres tableaux les caractéristiques stylistiques du retable de Bruges. Il réattribue au maître de la Légende de sainte Ursule certaines des œuvres du Maître de Saint-Séverin. Les styles des deux peintres semblent proches, même si le maître la légende d’Ursule est, comme l’analysait Nicole Raynaud, « plus novateur et plus moderne dans ses préoccupations. 

## Volets avec laLégende de sainte Ursule(Bruges, Hôpital Saint Jean)
|  |  |
Les volets du retable de Bruges proviennent du couvent des Sœurs augustines noires de Bruges. Il est entré au Groeninge Museum en 1959. Le peintre a représenté le beffroi de Bruges dans un des panneaux (celui où sainte Ursule prend congé de ses parents). Ce détail a permis de préciser la date de l'œuvre. Le beffroi est en effet représenté sans son couronnement hexagonal, construit entre 1482 et 1486. Le retable aurait donc été peint au moins avant 1486. I.A. Janssens de Bisthoven, Dick de Vos proposent avant 1482.
Le retable est incomplet. Le volet central manque. Les deux grands volets conservés au Groeningen Museum sont les volets latéraux. Ils se composent chacun de quatre petits panneaux peints recto verso. Le musée possède aussi deux petits volets, peints également recto verso, qui devaient constituer les parties supérieures des volets latéraux.

### Les grands volets
D’un côté sont peints les épisodes de la vie de sainte Ursule (tirés de la Légende Dorée de Jacques de Voragine) :
- Le roi d’Angleterre remet un message à son hérault pour le roi Donatius de Bretagne
- L'embarquement des onze mille Vierges
- Sainte Ursule prenant congé de ses parents
- L‘arrivée à Cologne
- Sainte Ursule cheminant à pied vers Rome
- Sainte Ursule à Rome, accompagnée du Pape, du cardinal Vincent et de Jacques, archevêque d'Antioche
- Le massacre de sainte Ursule et des onze mille Vierges par les Huns à leur retour à Cologne
- La vénération des reliques de sainte Ursule et des onze mille Vierges

Au revers, sont peints en grisaille les quatre évangélistes Jean, Matthieu, Luc, Marc et les quatre pères de l’Église : Jérôme, Grégoire, Augustin, Ambroise.

### Les petits volets
D’un côté sont peints l’Église (ou le Nouveau Testament) et la Synagogue (ou l’Ancien Testament), et de l’autre côté, peints en grisaille, l’Ange de l’Annonciation et la Vierge Marie.

## Autres œuvres
Lui sont attribuées également :

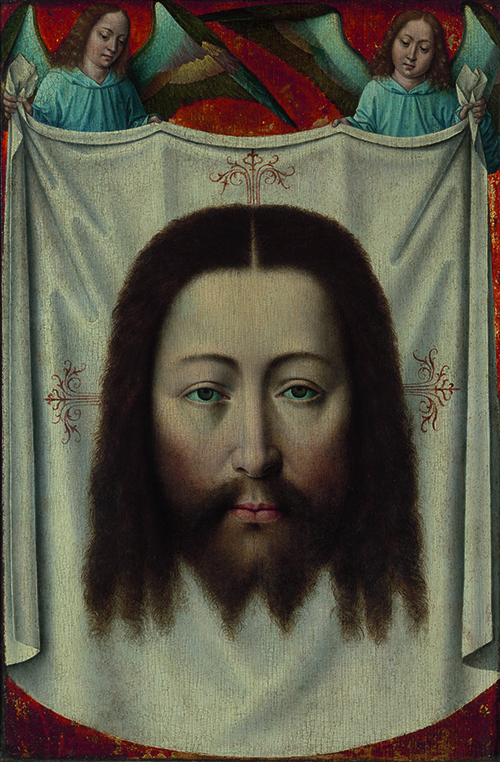
Icone de Jésus avec anges

- Vierge à l’Enfant et un ange, collection particulière.
- Saint Michel combattant les démons, Bruges, Museum Onze-Lieve-Vrouw ter Potterie.
- Sainte Véronique et le suaire, collection particulière.
- Sainte Véronique et le suaire, Pinacoteca Manfrediniana (it), Venise.
- Diptyque de la Vierge à l’Enfant avec trois donateurs, Anvers, Koninklijk Museum
- Portrait de la Dame à l’œillet, Anvers, Museum Mayer van der Bergh
- Portrait de Ludovico Portinari, Philadelphia Museum of Arts, The John G. Johnson Collection
- Icone de Jésus avec anges, collection de la Fondation Phoebus (en)
- Madone sur un trône entourée d'anges, panneau central du triptyque de Paolo Pagagnotti, musée Thomas Henry, Cherbourg-en-Cotentin.

## Sources et bibliographie
- Notice sur le peintre dans l'ouvrage de P. Philippot : Peinture flamande et Renaissance italienne, Paris, Flammarion, 1994
- Dictionnaire des peintres belges
- Conférence du 5 mai 2006, à Dunkerque : À l’ombre des grands Maîtres de Bruges par Françoise Caillet-Mangin, historienne de l'Art et guide au Palais des Beaux-Arts de Lille .

#### Artistes ayant traité des sujets similaires
- La Légende de sainte Ursule de Carpaccio, aux Gallerie dell’Accademia de Venise.
- Châsse de sainte Ursule, Hans Memling, Memling in Sint-Jan de Bruges.